# Emil Väre
Emil Ernst Väre (28 septembre 1885 - 31 janvier 1974) était un lutteur finlandais qui gagna les médailles d'or aux Jeux olympiques d'été de 1912 à Stockholm et de 1920 à Anvers dans la catégorie poids léger.
Väre détient le titre mondial de 1911, le titre européen non officiel de 1912 et les titres nationaux de 1909 et 1911. Il gagna tous ses combats entre 1912 et 1916. Il prit sa retraite après les JO de 1920 pour devenir référent et entraîneur de lutte. Dans les années 1920, il se consacra à son club de lutte Viipurin Voimailijat comme président, secrétaire-général, trésorier et vice-président et fut membre de la Fédération Finlandaise de Lutte.